# Dvorská válečná rada

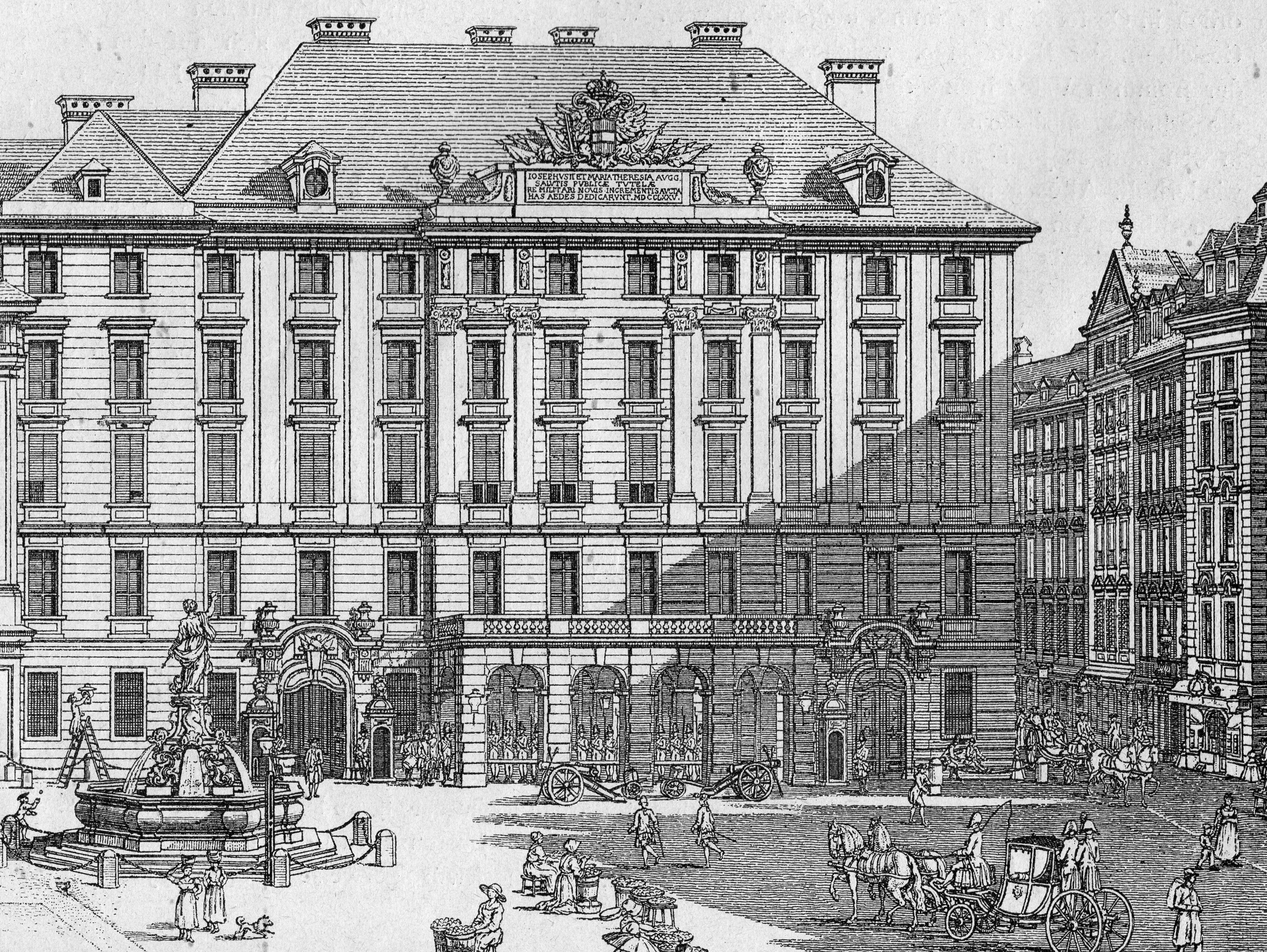
Budova Dvorské válečné rady ve Vídni na rytině z roku 1775

Dvorská válečná rada, také Dvorská rada vojenská (německy Hofkriegsrat) byl jeden ze tří orgánů zřízený Ferdinandem I. Jednalo se o orgány společné všem zemím, které se od roku 1526 nacházely pod vládou Habsburků. Další dva byly tajná rada a dvorská komora. Rakouské země a Království české a Uherské byly samostatné státní celky spojené pouze osobou panovníka (personální unie). Těmito novými orgány byl položen základ pro vytvoření centralizované habsburské monarchie, která se začala vytvářet v pobělohorském období.
Dvorská rada vojenská na rozdíl od tajné rady a dvorní komory byla zřízena až v listopadu roku 1556 po marném jednání v letech 1529–1531. Náležela jí péče o vojenské sbory a válečné prostředky, jež se v rukou Habsburků soustřeďovaly. Zejména měla na starosti společnou obranu všech habsburských států proti Turkům. Měla na starost verbování a zásobování vojska, výzbroj, udržování pevností atd. Také vedla korespondenci s Tureckem a Ruskem. O vydáních přesahujících 150 zlatých se musela dohodnout s dvorskou komorou a k urychlení jednání byl do vojenské rady pravidelně vysílán jeden rada komorní.
Jednalo se o pětičlenný orgán, skládající se z pěti radů, z nichž jeden byl prezident. Panovník se dokonce snažil o to, aby i čeští stavové poslali zvolené zástupce do vojenské rady, avšak k tomu nedošlo. Český zemský sněm se roku 1565 pouze usnesl, že králi náleží právo svobodně si volit členy vojenské rady. Rada měla v Praze svou zvláštní expedici (Hofkriegsratkanzlei), pro kterou byla roku 1564 vydána zvláštní instrukce. Po přesídlení Rudolfa II. do Prahy kolem roku 1600 pražská rada vojenská na krátko zanikla, ale roku 1605 byla opět obnovena.
Za vlády Marie Terezie byla Dvorská vojenská rada zreorganizována. Byla zřízena tři oddělení: oddělení pro publico-politicum, pro iudiciale a pro oeconomicum (vojenská intendantura). Hlavní pracovní náplní reorganizované rady bylo roku 1753 zřízení stálého vojska a stálé vojenské rezervy o 24 tisících mužích (z Čech 9 tisíc). Od roku 1770 měla za úkol zavedení pravidelné odvodní soustavy ve všech státech habsburské monarchie. Vojenská služba byla až do roku 1773 dobrovolná, pak byl zaveden onen odvodní systém. Původně byla vojenská služba doživotní, pak 14 až 20 let, od roku 1845 osm let. Od povinné vojenské služby byla osvobozena šlechta, duchovenstvo, měšťanstvo a inteligence, břímě vojenské služby leželo tedy na poddaných, respektive neurozené a nevzdělané části obyvatelstva. Vojenské rekruty ze svých poddaných ustanovovala vrchnost. Dvorní rada vojenská vedla vojenské záležitosti celého soustátí až do roku 1848, s výjimkou let 1801–1808, kdy tato agenda náležela ministerstvu války, které bylo roku 1812 zrušeno, když od roku 1808 nemělo praktický význam (za jeho zřízením stál prezident Dvorské vojenské rady arcivévoda Karel Rakouský).
Roku 1848 byla Dvorská vojenská rada přeměněna na ministerstvo války (německy Kriegsministerium). Císař František Josef I. osobně vedl vrchní velení armády, zaměstnával se jen příležitostnou správní agendou vojska a válečné floty. Mezi lety 1853 a 1860 byla na ministerstvo války opět přenesena velící pravomoc a bylo označeno jako Armádní vrchní velení (německy Armee-Oberkommando). Vykonávalo všechny pravomoci bývalé Dvorské vojenské rady, roku 1860 bylo opět přejmenováno na ministerstvo války.